# Henri Metzger
Pour les articles homonymes, voir Metzger.
Henri Metzger, né à La Tronche le 19 août 1912 et mort à Vaison-la-Romaine le 2 octobre 2007, est un archéologue et helléniste français, membre de l'Institut de France. C'est un spécialiste de la céramique grecque antique, particulièrement athénienne, et de l'archéologie en Anatolie, notamment en Lycie.

## Biographie
Henri Metzger naît le 19 août 1912 à La Tronche dans l'Isère d'une famille d'origine alsacienne et protestante. 
Après des études à l'École normale supérieure et l'obtention d'une agrégation de lettres classiques, il devient membre de l'École française d'Athènes (1938-1939 interrompu par une affectation militaire en Syrie ; 1940-1945) puis de l'Institut français d'archéologie d'Istanbul (1945-1947).
Docteur en 1950, il accomplit la majeure partie de sa carrière à l'université de Lyon (chaire d'Histoire de l'art antique) (à partir de 1947) et comme professeur associé d'archéologie classique à l'université de Genève (1961-1968). 
Il a été directeur de la mission archéologique française de Xanthos et du Létôon, en Lycie (Turquie), de 1962 à 1978.
Il a dirigé l'Institut français d'archéologie d'Istanbul de 1975 à 1980 et a été élu membre de l'Académie des inscriptions et belles-lettres en 1989 au fauteuil de Paul Imbs. Il a été également membre de l'Institut archéologique allemand, de l’Österreichisches Archäologisches Institut et de la Société archéologique d'Athènes.

## Principales publications
- Les représentations dans la céramique attique du IVe siècle, Paris, De Boccard, 1951
- Catalogue des monuments votifs du musée d'Adalia, Paris, De Boccard, 1952
- Fouilles de Xanthos. II, L’acropole lycienne, Paris, Klincksieck, 1963
- La céramique grecque, Paris, PUF, coll. « Que sais-je ? », no 588, 1964, 112 p.
- Recherche sur l'imagerie athénienne, Paris, De Boccard, 1965
- Anatolie. II, Début du Ier millénaire av. J.-C. - fin de l'époque romaine, Genève-Paris, Nagel, 1969
- Céramiques archaïques et classiques de l'acropole lycienne, Paris, Klincksieck, 1972
- La religion grecque (avec Roland Martin), Paris, Presses universitaires de France, 1976
- Fouilles de Xanthos. VI, La stèle trilingue du Létôon (avec Pierre Demargne), Paris, Klincksieck, 1979
- Fouilles de Xanthos. IX, La région Nord du Létôon (avec André Bourgarel, Gérard Siebert, Alain Davesne, Jean Marcadé, Jean Bousquet et Christian Le Roy), Paris, Klincksieck, 1992

## Distinctions
- Chevalier de la Légion d'honneur[3]
- Chevalier de l'ordre national du Mérite[3]
- Commandeur de l'ordre des Palmes académiques[3]